# Ralls
Ralls is een plaats (city) in de Amerikaanse staat Texas, en valt bestuurlijk gezien onder Crosby County.

## Demografie
Bij de volkstelling in 2000 werd het aantal inwoners vastgesteld op 2252.
In 2006 is het aantal inwoners door het United States Census Bureau geschat op 2083, een daling van 169 (-7,5%).

## Geografie
Volgens het United States Census Bureau beslaat de plaats een oppervlakte van
3,5 km², geheel bestaande uit land. Ralls ligt op ongeveer 947 m boven zeeniveau.

## Plaatsen in de nabije omgeving
De onderstaande figuur toont nabijgelegen plaatsen in een straal van 32 km rond Ralls.